# Fußball-Weltmeisterschaft 1970/Gruppe C
Spiele der Gruppe C bei der Fußball-Weltmeisterschaft 1970.
| Pl. | Land             | Sp. | S | U | N | Tore    | Diff. | Punkte |
| --- | ---------------- | --- | - | - | - | ------- | ----- | ------ |
| 1.  | Brasilien        | 3   | 3 | 0 | 0 | 008:300 | +5    | 06:0   |
| 2.  | England          | 3   | 2 | 0 | 1 | 002:100 | +1    | 04:20  |
| 3.  | Rumänien         | 3   | 1 | 0 | 2 | 004:500 | −1    | 02:40  |
| 4.  | Tschechoslowakei | 3   | 0 | 0 | 3 | 002:700 | −5    | 0:60   |

## England – Rumänien 1:0 (0:0)
| England                                                    | England | Rumänien | Rumänien |
| ---------------------------------------------------------- | --- | --- | -------- |
| England                                                    | \| 1. Spieltag \| \| 2. Juni 1970 um 16:00 Uhr in Guadalajara (Estadio Jalisco) \| \| Zuschauer: 50.560 \| \| Schiedsrichter: Vital Loraux ( Belgien) \| \| Spielbericht \|                                             | \| 1. Spieltag \| \| 2. Juni 1970 um 16:00 Uhr in Guadalajara (Estadio Jalisco) \| \| Zuschauer: 50.560 \| \| Schiedsrichter: Vital Loraux ( Belgien) \| \| Spielbericht \|                                                                | Rumänien |
| England                                                    | Gordon Banks – Keith Newton (51. Tommy Wright), Brian Labone, Bobby Moore , Terry Cooper – Alan Mullery, Alan Ball, Bobby Charlton, Martin Peters – Francis Lee (77. Peter Osgood), Geoff Hurst Cheftrainer: Alf Ramsey | Stere Adamache – Lajos Sătmăreanu, Cornel Dinu, Nicolae Lupescu, Mihai Mocanu – Emerich Dembrovszki, Ion Dumitru, Radu Nunweiller – Gheorghe Tătaru (74. Alexandru Neagu), Florea Dumitrache, Mircea Lucescu Cheftrainer: Angelo Niculescu | Rumänien |
| England                                                    | 1:0 Hurst (65.) | | Rumänien |
| 1. Spieltag                                                | | |          |
| 2. Juni 1970 um 16:00 Uhr in Guadalajara (Estadio Jalisco) | | |          |
| Zuschauer: 50.560                                          | | |          |
| Schiedsrichter: Vital Loraux ( Belgien)                    | | |          |
| Spielbericht                                               | | |          |

## Brasilien – Tschechoslowakei 4:1 (1:1)
| Brasilien                                                  | Brasilien | Tschechoslowakei | Tschechoslowakei |
| ---------------------------------------------------------- | --- | --- | ---------------- |
| Brasilien                                                  | \| 1. Spieltag \| \| 3. Juni 1970 um 16:00 Uhr in Guadalajara (Estadio Jalisco) \| \| Zuschauer: 52.897 \| \| Schiedsrichter: Ramón Barreto ( Uruguay) \| \| Spielbericht \| | \| 1. Spieltag \| \| 3. Juni 1970 um 16:00 Uhr in Guadalajara (Estadio Jalisco) \| \| Zuschauer: 52.897 \| \| Schiedsrichter: Ramón Barreto ( Uruguay) \| \| Spielbericht \|                                                                 | Tschechoslowakei |
| Brasilien                                                  | Félix – Carlos Alberto , Brito, Piazza (88. Fontana), Everaldo – Clodoaldo, Gérson (74. Paulo César), Roberto Rivelino – Jairzinho, Pelé, Tostão Cheftrainer: Mário Zagallo  | Ivo Viktor – Karol Dobiaš, Václav Migas, Alexander Horváth , Vladimír Hagara – Ivan Hrdlička (46. Andrej Kvašňák), Ladislav Kuna, František Veselý (75. Bohumil Veselý), Ladislav Petráš – Jozef Adamec, Karol Jokl Cheftrainer: Jozef Marko | Tschechoslowakei |
| Brasilien                                                  | 1:1 Rivelino (24.) 2:1 Pelé (59.) 3:1 Jairzinho (61.) 4:1 Jairzinho (81.) | 0:1 Petráš (11.) | Tschechoslowakei |
| Brasilien                                                  | Tostão, Gérson | Horváth | Tschechoslowakei |
| 1. Spieltag                                                | | |                  |
| 3. Juni 1970 um 16:00 Uhr in Guadalajara (Estadio Jalisco) | | |                  |
| Zuschauer: 52.897                                          | | |                  |
| Schiedsrichter: Ramón Barreto ( Uruguay)                   | | |                  |
| Spielbericht                                               | | |                  |

## Rumänien – Tschechoslowakei 2:1 (0:1)
| Rumänien                                                   | Rumänien | Tschechoslowakei | Tschechoslowakei |
| ---------------------------------------------------------- | --- | --- | ---------------- |
| Rumänien                                                   | \| 2. Spieltag \| \| 6. Juni 1970 um 16:00 Uhr in Guadalajara (Estadio Jalisco) \| \| Zuschauer: 56.818 \| \| Schiedsrichter: Diego Luis de Leo ( Mexiko) \| \| Spielbericht \|                                                                                 | \| 2. Spieltag \| \| 6. Juni 1970 um 16:00 Uhr in Guadalajara (Estadio Jalisco) \| \| Zuschauer: 56.818 \| \| Schiedsrichter: Diego Luis de Leo ( Mexiko) \| \| Spielbericht \|                                                                | Tschechoslowakei |
| Rumänien                                                   | Stere Adamache – Lajos Sătmăreanu, Cornel Dinu, Nicolae Lupescu, Mihai Mocanu – Emerich Dembrovszki, Ion Dumitru (81. László Gergely), Radu Nunweiller – Alexandru Neagu, Florea Dumitrache, Mircea Lucescu (69. Gheorghe Tătaru) Cheftrainer: Angelo Niculescu | Alexander Vencel – Karol Dobiaš, Václav Migas, Alexander Horváth , Ján Zlocha – Andrej Kvašňák, Ladislav Kuna – Bohumil Veselý, Josef Jurkanin (46. Jozef Adamec), Karol Jokl (67. František Veselý), Ladislav Petráš Cheftrainer: Jozef Marko | Tschechoslowakei |
| Rumänien                                                   | 1:1 Neagu (52.) 2:1 Dumitrache (78., Foulelfmeter) | 0:1 Petráš (4.) | Tschechoslowakei |
| Rumänien                                                   | Nunweiller | Kvašňák | Tschechoslowakei |
| 2. Spieltag                                                | | |                  |
| 6. Juni 1970 um 16:00 Uhr in Guadalajara (Estadio Jalisco) | | |                  |
| Zuschauer: 56.818                                          | | |                  |
| Schiedsrichter: Diego Luis de Leo ( Mexiko)                | | |                  |
| Spielbericht                                               | | |                  |

## Brasilien – England 1:0 (0:0)
| Brasilien                                                  | Brasilien | England | England |
| ---------------------------------------------------------- | --- | --- | ------- |
| Brasilien                                                  | \| 2. Spieltag \| \| 7. Juni 1970 um 12:00 Uhr in Guadalajara (Estadio Jalisco) \| \| Zuschauer: 66.843 \| \| Schiedsrichter: Abraham Klein ( Israel) \| \| Spielbericht \| | \| 2. Spieltag \| \| 7. Juni 1970 um 12:00 Uhr in Guadalajara (Estadio Jalisco) \| \| Zuschauer: 66.843 \| \| Schiedsrichter: Abraham Klein ( Israel) \| \| Spielbericht \|                                         | England |
| Brasilien                                                  | Félix – Carlos Alberto , Brito, Piazza, Everaldo – Clodoaldo, Paulo César, Roberto Rivelino – Jairzinho, Pelé, Tostão (68. Roberto) Cheftrainer: Mário Zagallo              | Gordon Banks – Tommy Wright, Brian Labone, Bobby Moore , Terry Cooper – Alan Mullery, Alan Ball, Bobby Charlton (64. Jeff Astle), Martin Peters – Francis Lee (64. Colin Bell), Geoff Hurst Cheftrainer: Alf Ramsey | England |
| Brasilien                                                  | 1:0 Jairzinho (59.) | | England |
| Brasilien                                                  | Lee | | England |
| 2. Spieltag                                                | | |         |
| 7. Juni 1970 um 12:00 Uhr in Guadalajara (Estadio Jalisco) | | |         |
| Zuschauer: 66.843                                          | | |         |
| Schiedsrichter: Abraham Klein ( Israel)                    | | |         |
| Spielbericht                                               | | |         |

## Brasilien – Rumänien 3:2 (2:1)
| Brasilien                                                   | Brasilien | Rumänien | Rumänien |
| ----------------------------------------------------------- | --- | --- | -------- |
| Brasilien                                                   | \| 3. Spieltag \| \| 10. Juni 1970 um 16:00 Uhr in Guadalajara (Estadio Jalisco) \| \| Zuschauer: 50.804 \| \| Schiedsrichter: Ferdinand Marschall ( Österreich) \| \| Spielbericht \| | \| 3. Spieltag \| \| 10. Juni 1970 um 16:00 Uhr in Guadalajara (Estadio Jalisco) \| \| Zuschauer: 50.804 \| \| Schiedsrichter: Ferdinand Marschall ( Österreich) \| \| Spielbericht \|                                                                           | Rumänien |
| Brasilien                                                   | Félix – Carlos Alberto , Brito, Fontana, Everaldo (56. Marco Antônio) – Clodoaldo (74. Edu), Piazza, Paulo César – Jairzinho, Pelé, Tostão Cheftrainer: Mário Zagallo                  | Stere Adamache (28. Necula Răducanu) – Lajos Sătmăreanu, Cornel Dinu, Nicolae Lupescu, Mihai Mocanu – Emerich Dembrovszki, Ion Dumitru, Radu Nunweiller – Alexandru Neagu, Florea Dumitrache (71. Gheorghe Tătaru), Mircea Lucescu Cheftrainer: Angelo Niculescu | Rumänien |
| Brasilien                                                   | 1:0 Pelé (19.) 2:0 Jairzinho (22.) 3:1 Pelé (67.) | 2:1 Dumitrache (34.) 3:2 Dembrovszki (83.) | Rumänien |
| Brasilien                                                   | Mocanu, Dumitru | | Rumänien |
| 3. Spieltag                                                 | | |          |
| 10. Juni 1970 um 16:00 Uhr in Guadalajara (Estadio Jalisco) | | |          |
| Zuschauer: 50.804                                           | | |          |
| Schiedsrichter: Ferdinand Marschall ( Österreich)           | | |          |
| Spielbericht                                                | | |          |

## England – Tschechoslowakei 1:0 (0:0)
| England                                                     | England | Tschechoslowakei | Tschechoslowakei |
| ----------------------------------------------------------- | --- | --- | ---------------- |
| England                                                     | \| 3. Spieltag \| \| 11. Juni 1970 um 16:00 Uhr in Guadalajara (Estadio Jalisco) \| \| Zuschauer: 49.292 \| \| Schiedsrichter: Roger Machin ( Frankreich) \| \| Spielbericht \|                                        | \| 3. Spieltag \| \| 11. Juni 1970 um 16:00 Uhr in Guadalajara (Estadio Jalisco) \| \| Zuschauer: 49.292 \| \| Schiedsrichter: Roger Machin ( Frankreich) \| \| Spielbericht \|                                       | Tschechoslowakei |
| England                                                     | Gordon Banks – Keith Newton, Jack Charlton, Bobby Moore , Terry Cooper – Alan Mullery, Colin Bell, Bobby Charlton (65. Alan Ball), Martin Peters – Jeff Astle (65. Peter Osgood), Allan Clarke Cheftrainer: Alf Ramsey | Ivo Viktor – Karol Dobiaš, Václav Migas, Vladimír Hrivnák, Vladimír Hagara – František Veselý, Jaroslav Pollák, Ladislav Kuna – Ján Čapkovič (71. Karol Jokl), Jozef Adamec, Ladislav Petráš Cheftrainer: Jozef Marko | Tschechoslowakei |
| England                                                     | 1:0 Clarke (49., Foulelfmeter) | | Tschechoslowakei |
| 3. Spieltag                                                 | | |                  |
| 11. Juni 1970 um 16:00 Uhr in Guadalajara (Estadio Jalisco) | | |                  |
| Zuschauer: 49.292                                           | | |                  |
| Schiedsrichter: Roger Machin ( Frankreich)                  | | |                  |
| Spielbericht                                                | | |                  |